# Cirje
Cirje je naselje v Občini Krško.